# クロード・ニコラ・ルドゥー

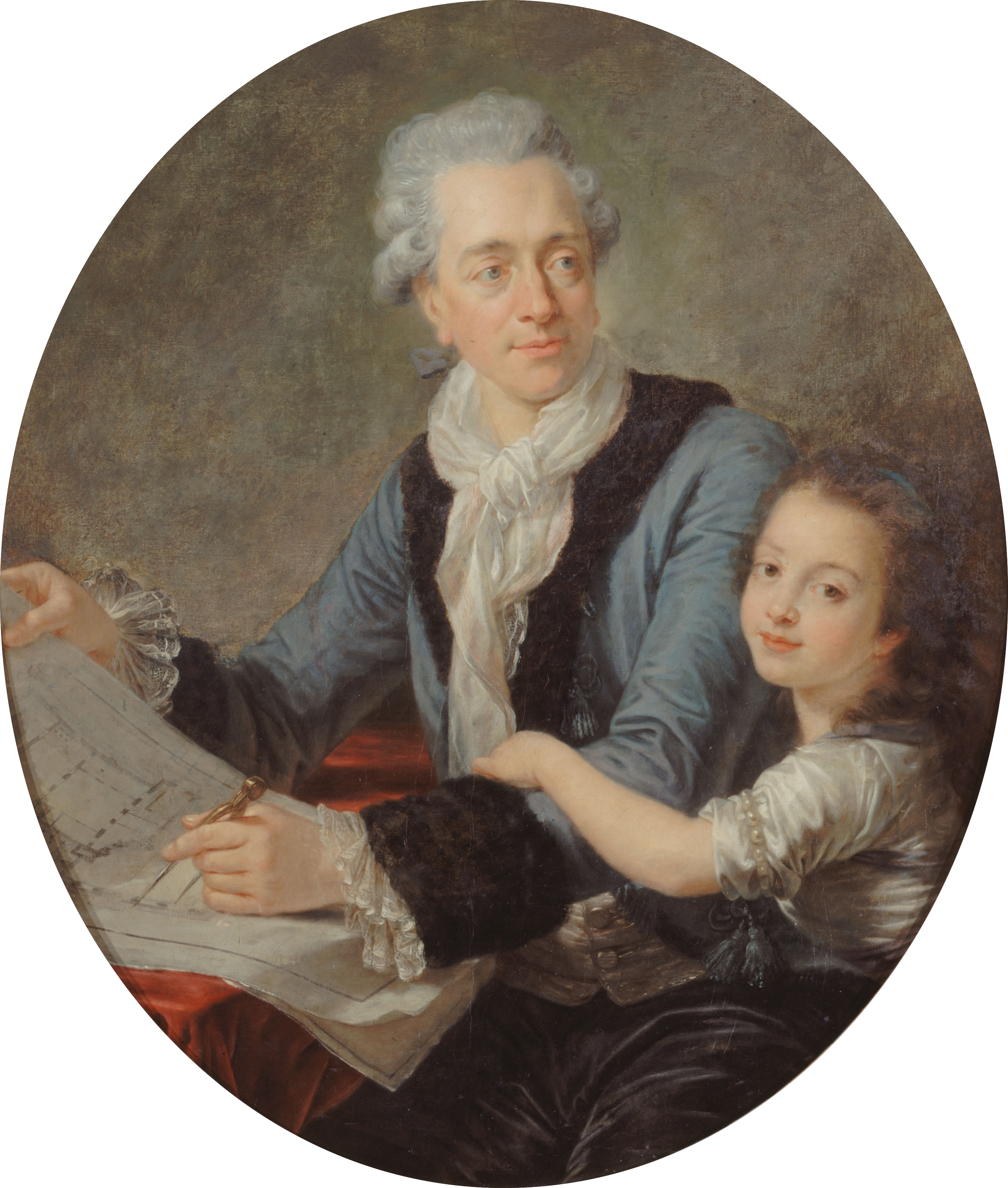
ルドゥーの肖像画 1782年

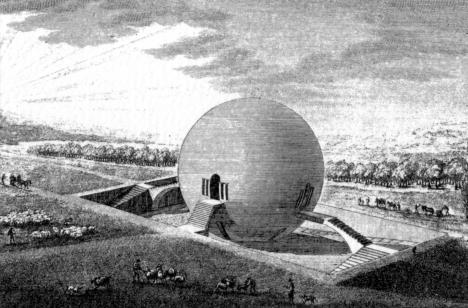
耕作の番人のための家

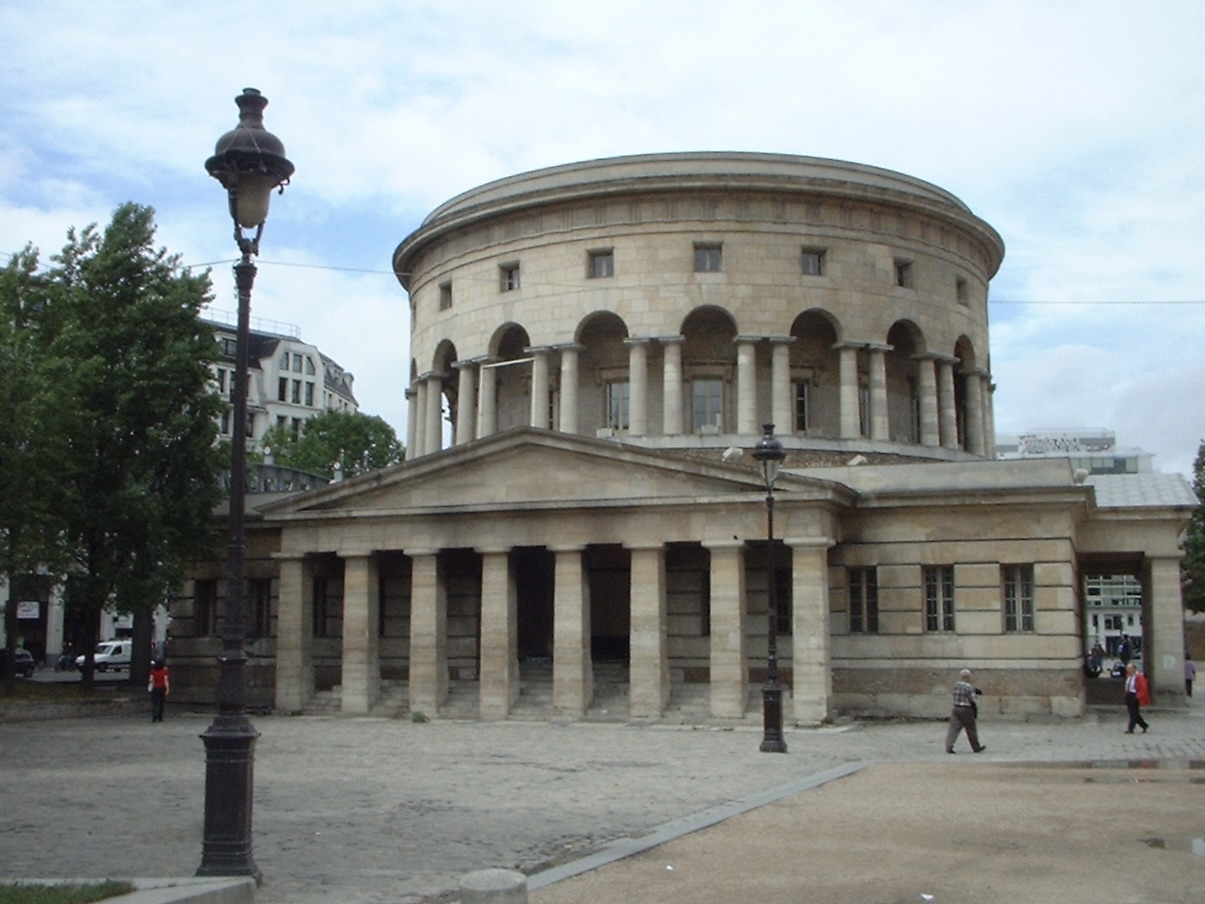
ラ・ヴィレットのドーム付き円形建物（サン＝マルタン関税徴収所。バタイユ＝ド＝スターリングラード広場。フェルミエー・ジェネローの城壁の遺構）

クロード・ニコラ・ルドゥー（Claude Nicolas Ledoux, 1736年3月21日 - 1806年11月18日）は、フランス革命期の建築家。ニュートン記念堂計画案で知られるエティエンヌ・ルイ・ブーレーとともに「幻視の建築家」とも呼ばれる。

## 人物
革命前は王室建築家で、1789年の革命後は投獄され実作の機会を失ったが、1804年の著作 "L'Architecture considérée sous le rapport de l'art, des mœurs et de la législation" で、かつて設計した製塩工場を中心にした理想都市像を描いた。
実現しなかった建築の計画、スケッチを多く残しており、例えばピラミッド型や円形の建物など幾何学的なデザインを用いた奔放な構想が特徴的である。ルドゥーやブーレーの幾何学的形態の設計案は「革命建築」と呼ばれる。当時、「革命建築」を実際に建設した例は少なかったが、建築を幾何学的形態において捉えようとする傾向は、イギリスのジョン・ソーンやドイツのシンケルなど新古典主義の建築家にも見られる。
エミール・カウフマンの『三人の革命的建築家 ブレ、ルドゥー、ルクー』（Three revolutionary architects, 1952年、日本語訳は中央公論美術出版）によって20世紀の近代建築の先駆的な存在として評価されるようになった。

## 略歴
- 1736年　フランスのドルマンに生まれる
- 1762年　設計活動を始める
- 1766年　オテル・ダルウィル設立
- 1773年　王立建築アカデミー会員となり、15世の建築家となる
- 1774年　アルケ・スナンの王立製塩工場の監査役に任命される
- 1779年　アルケ・スナンの王立製塩工場設立
- 1789年　ラ・ヴィレットの関門設立
- 1793年　フランス革命後、2年間投獄される
- 1806年　パリで死亡

## 作品

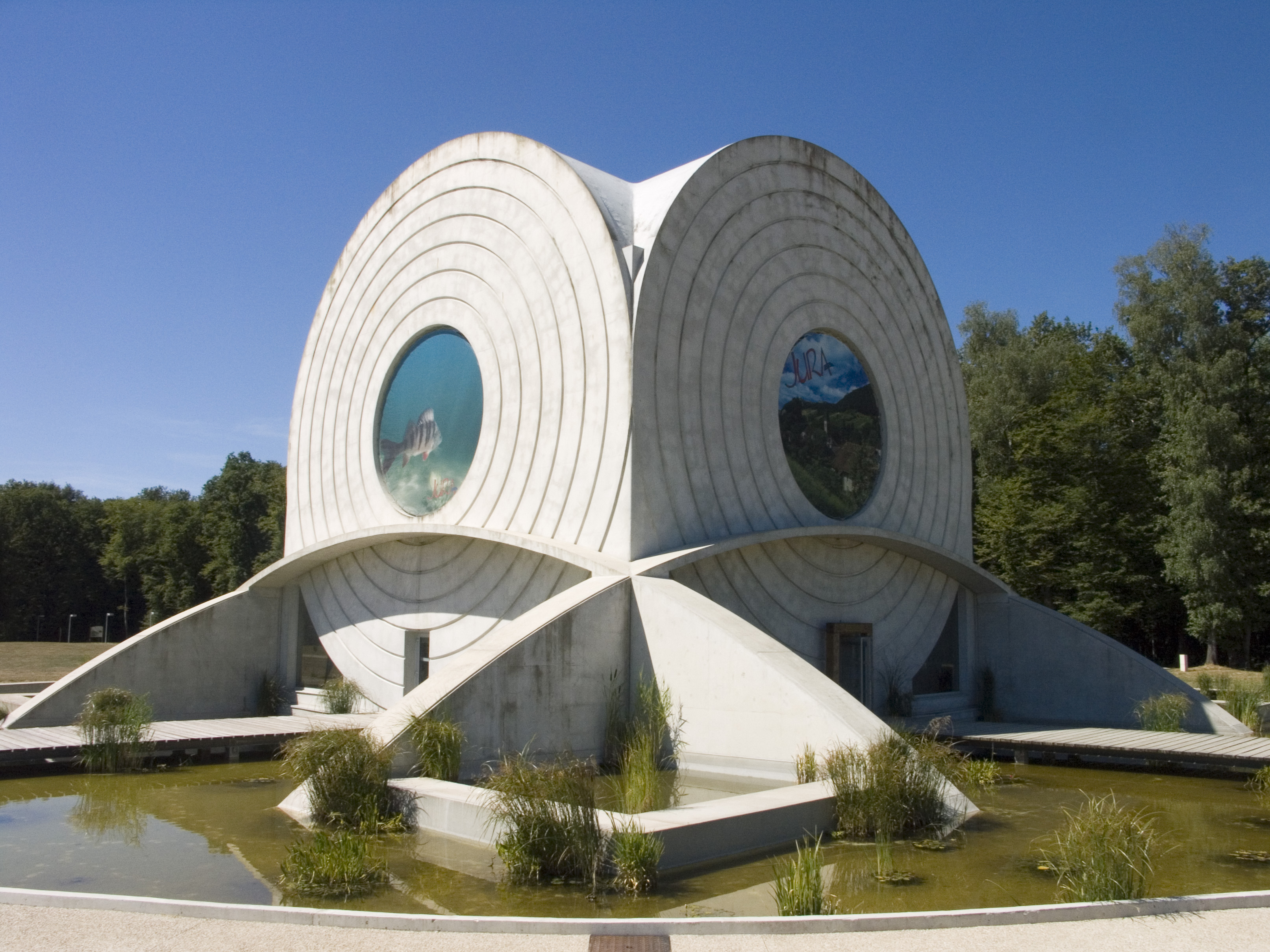
サークルのパビリオン, A 39.

- ショーの製塩工場（1773年 - 1779年）
ルイ16世により建設。世界遺産アル＝ケ＝スナンの王立製塩所。磯崎新はつくばセンタービルに製塩工場の柱の形を引用している。
フランス東部のドゥー県アルケ・スナン市にある旧製塩所。*:幾何学的な設計を追求し、都市は円形のプランで計画されたが、資金難の理由から半円状に縮小されて完成することになった。
当時の都市計画の考え方を残すものとして高く評価され、世界遺産に認定された。現在は博物館・資料館として公開されている。
- ラ・ヴィレットの関門（1784年 - 1789年）
通行税を徴収するためのパリの市門の一つ。装飾を簡略化し、円筒など幾何学的な要素の組合せで構成される。